# Nephodia munda
Nephodia munda là một loài bướm đêm trong họ Geometridae.